# Đảo nhiệt đô thị

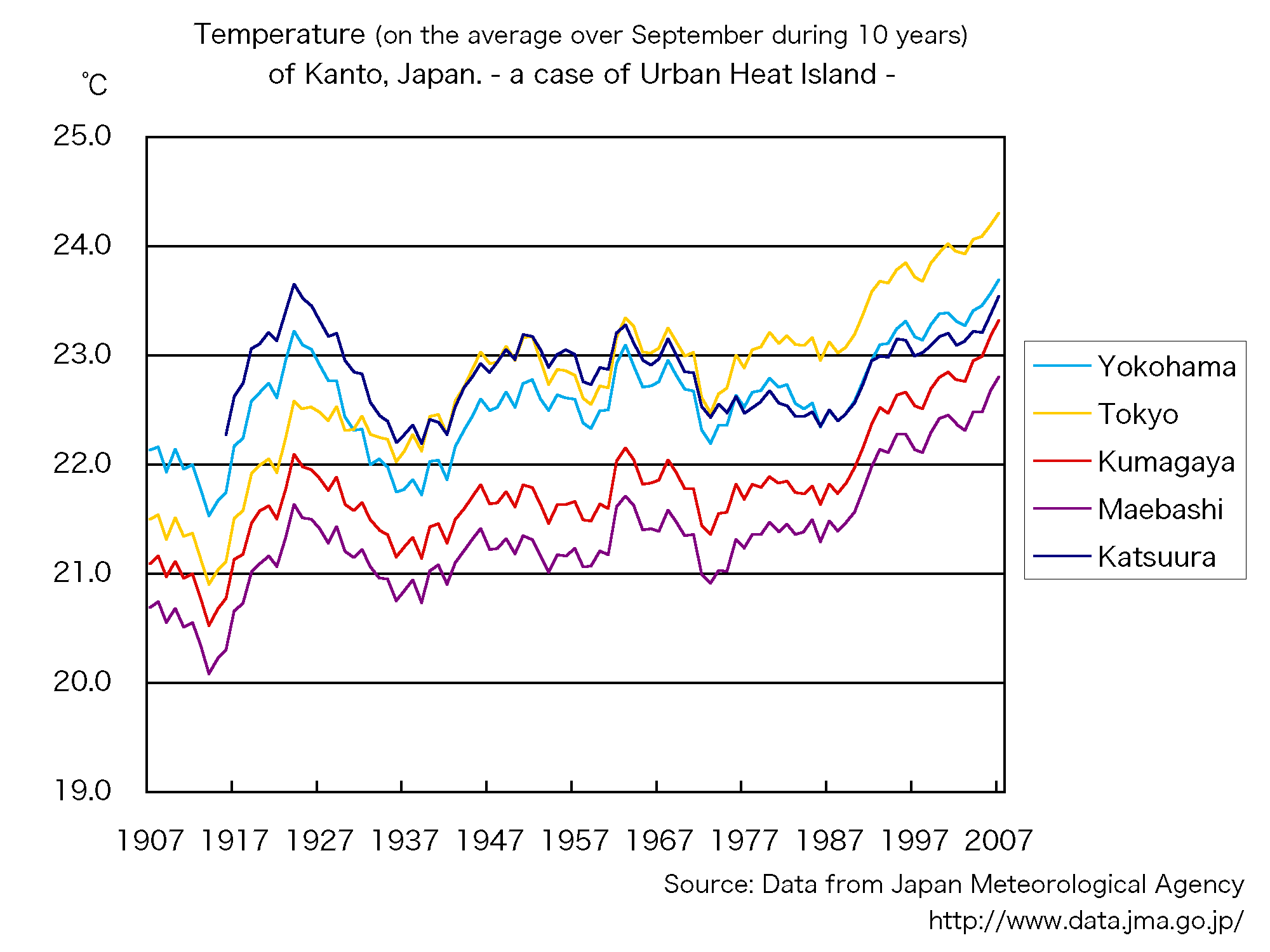
Tokyo là một đảo nhiệt đô thị điển hình. Nhiệt độ thông thường ở Tokyo cao hơn nhiều so với các vùng xung quanh.

Đảo nhiệt đô thị (tiếng Anh: Urban heat island) là một khu vực đô thị ấm hơn đáng kể so với các khu vực ngoại ô xung quanh. Vào những năm 1810, Luke Howard là người đầu tiên nghiên cứu và mô tả hiện tượng này, mặc dù ông không phải là người đã đặt tên cho hiện tượng. Sự chênh lệch nhiệt độ vào ban đêm thường lớn hơn thời gian ban ngày, và dễ cảm nhận được khi gió yếu. Đảo nhiệt đô thị diễn ra rõ rệt tùy theo mùa, chủ yếu trong mùa hè và mùa đông. Nguyên nhân chính của đảo nhiệt đô thị là sự thay đổi bề mặt sử dụng đất trong quá trình phát triển đô thị. Quá trình này sử dụng nhiều loại vật liệu có tác dụng giữ nhiệt hiệu quả. Nhân tố thứ hai góp phần tạo ra đảo nhiệt đô thị là lượng nhiệt thải ra do quá trình sử dụng năng lượng. Khi các trung tâm đông dân cư phát triển, người dân có xu hướng thay đổi diện tích đất đai nhiều và ngày càng nhiều hơn nữa, gây ra sự gia tăng nhiệt độ trung bình tương ứng. Cụm từ "đảo nhiệt" ít được sử dụng hơn, nói về một khu vực bất kì, không liên quan đến dân số, chỉ cần khu vực đó nóng hơn các khu vực xung quanh.